# Ruellia palustris
Ruellia palustris är en akantusväxtart som beskrevs av L.H. Durkee. Ruellia palustris ingår i släktet Ruellia och familjen akantusväxter. Inga underarter finns listade i Catalogue of Life.